# Zhang Kexin (Freestyle-Skierin)
Zhang Kexin (chinesisch 张可欣; * 5. Juni 2002 in Harbin) ist eine chinesische Freestyle-Skierin. Sie startet in der Disziplin Halfpipe.

## Werdegang
Zhang startete im Februar 2017 in Mammoth erstmals im Freestyle-Skiing-Weltcup. Dabei wurde sie disqualifiziert. In der Saison 2017/18 errang sie mit dem dritten Platz in Copper Mountain ihre erste Podestplatzierung im Weltcup und holte mit dem ersten Platz in Secret Garden Skiresort ihren ersten Weltcupsieg. Beim Saisonhöhepunkt, den Olympischen Winterspielen 2018 in Pyeongchang, wurde sie Neunte. Die Saison beendete sie auf dem 15. Platz im Gesamtweltcup und auf dem dritten Rang im Halfpipe-Weltcup. Bei den Juniorenweltmeisterschaften in Cardrona gewann sie mit 80,6 Punkten die Bronzemedaille. In der folgenden Saison kam sie mit zwei dritten Plätzen und einen Sieg erneut den dritten Platz im Halfpipe-Weltcup. Bei den Weltmeisterschaften 2019 in Park City wurde sie Achte. Auch in der Saison 2019/20 belegte sie den dritten Platz im Halfpipe-Weltcup. Dabei holte sie in Cardrona ihren dritten Weltcupsieg. Bei den Winter-X-Games 2020 in Aspen errang sie den vierten Platz.

## Erfolge

### Olympische Spiele
- Pyeongchang 2018: 9. Halfpipe
- Peking 2022: 7 Halfpipe

### Weltmeisterschaften
- Park City 2019: 8. Halfpipe
- Bakuriani 2023: 4. Halfpipe

### Weltcupsiege
Zhang errang bisher acht Podestplätze im Weltcup, davon vier Siege:
| Datum             | Ort                  | Land                | Disziplin |
| ----------------- | -------------------- | ------------------- | --------- |
| 22. Dezember 2017 | Secret Garden Resort | Volksrepublik China | Halfpipe  |
| 20. Dezember 2018 | Secret Garden Resort | Volksrepublik China | Halfpipe  |
| 7. September 2019 | Cardrona             | Neuseeland          | Halfpipe  |
| 3. Februar 2023   | Mammoth              | USA                 | Halfpipe  |

### Weltcupwertungen
| Saison  | Gesamt | Gesamt | Park & Pipe | Park & Pipe | Halfpipe | Halfpipe |
| Saison  | Platz  | Punkte | Platz       | Punkte      | Platz    | Punkte   |
| ------- | ------ | ------ | ----------- | ----------- | -------- | -------- |
| 2017/18 | 15.    | 44     | -           | -           | 3.       | 264      |
| 2018/19 | 15.    | 51,2   | -           | -           | 3.       | 256      |
| 2019/20 | 9.     | 54,4   | -           | -           | 3.       | 240      |
| 2021/22 | -      | -      | 10.         | 167         | 4.       | 167      |

### Winter-X-Games
- Winter-X-Games 2020: 4. Halfpipe

### Weitere Erfolge
- Juniorenweltmeisterschaften 2018: 3. Halfpipe